# جوانا بريسون
جوانا بريسون (بالإنجليزية: Joanna Bryson) هي أستاذة مشاركة في قسم الحاسبات في جامعة باث. تعمل حاليا على الذكاء الاصطناعي وكيفية إدراك الأخلاق التعاونية.

## التعليم
حضرت بريسون المدرسة الثانوية غلينبارد شمال البلاد ثم تخرجت منها في عام 1982. درست العلوم السلوكية في جامعة شيكاغو وتخرجت من الجامعة بشهادة وذلك في عام 1986. في عام 1991 انتقلت إلى جامعة إدنبرة حيث حصلت منها على شهادة الماجستير في الذكاء الاصطناعي ثم نالت شهادة ماجستير أخرى لكن هذه المرة في علم النفس. انتقلت بريسون إلى معهد ماساتشوستس للتكنولوجيا بهدف نيل شهادة الدكتوراه وحصلت عليها في عام 2001 حيث كانت أطروحتها بعنوان: تصميم الذكاء: مبادئ نمطية وتنسيق الهندسة المعقدة. في عام 1996 عملت على لعبة ليغو وساعدت منظمة العفو الدولية في تطوير وبرمجة مجموعة من المواقع التابعة لها. أكملت بحث ما بعد الدكتوراه في علم الرئيسيات وكذلك في علم الأعصاب الإدراكي في جامعة هارفارد عام 2002.

## البحث
انضمت إلى قسم علوم الكمبيوتر في جامعة باث عام 2002. أسست بريسون في وقت لاحق قسم الأنظمة الذكية. في عام 2007 انضمت إلى جامعة نوتنجهام كزميلة وباحثة علمية وقدَّمت خبرتها في البيانات. في نفس الوقت كانت هانز برزيبرام زميلة في معهد تطور الإدراك فساعدتها على الانضمام لجامعة أكسفورد كزميلة في عام 2010 ثم عملت مع هارفي على موضوع أثر الدين على المجتمعات.
في عام 2010 نشرت بريسون موضوعا وبحثا مقاليا أثار جدلا وضجة كبيرة تحت عنوان يجب على الروبوتات أن تكون عبيدا حيث تحدث فيه عن الروبوتات وعن طريقة التعامل معها؛ كما نشرت بحثا آخر بعنوان الروبوتات: مفتاح تصميم القضايا الاجتماعية والنفسية والأخلاقية. كما ساعدت منظمة EPSRC على تحديد مبادئ الروبوتات في عام 2010. في عام 2015 قامت بزيارة أكاديمية لجامعة برنستون وقدمت فيها محاضرات وندوات عدة. ركزت مؤخرا على «توحيد تصميم الذكاء الاصطناعي من خلال أنظمة الحكم الذاتي».
ازدادت شعبية بريسون بعدما ظهرت في موقع أخبار رديت ونشرت عدة مقالات هناك. كما عملت إلى جانب الهلال الأحمر والصليب الأحمر من أجل تطوير وسائل مستقلة وشغلت منصب عضو في منظمة الذكاء الاصطناعي.
في عام 2017 فازت بجائزة الإنجاز المتميز في علم الإدراك. ثم ظهرت بانتظام في وسائل الإعلام الوطنية حيث تحدثت عن الإنسان الآلي والعلاقات الأخلاقية.